# Schwenheim
Schwenheim település Franciaországban, Bas-Rhin megyében. Lakosainak száma 744 fő (2022. január 1.). Schwenheim Furchhausen, Lochwiller, Marmoutier, Otterswiller, Saverne és Wolschheim községekkel határos.

## Népesség
A település népessége az elmúlt években az alábbi módon változott:
| Lakosok száma | 727  | 760  | 783  | 760  | 753  | 746  | 747  | 743  | 744  |
|               | 2013 | 2015 | 2016 | 2017 | 2018 | 2019 | 2020 | 2021 | 2022 |